# Бењоле
Бењоле (фр. Baignolet) насеље је и општина у централној Француској у региону Центар (регион), у департману Ер и Лоар која припада префектури Шартр.
По подацима из 2011. године у општини је живело 130 становника, а густина насељености је износила 12,91 становника/km². Општина се простире на површини од 10,07 km². Налази се на средњој надморској висини од 135 метара (максималној 141 m, а минималној 118 m).

## Демографија
| 1962. | 1968. | 1975. | 1982. | 1990. | 1999. | 2011. |
| ----- | ----- | ----- | ----- | ----- | ----- | ----- |
| 141   | 148   | 110   | 102   | 104   | 115   | 130   |

График промене броја становника у току последњих година